# Benjamin Hansson
Benjamin Hansson (6 dicembre 2003) è uno sciatore alpino svedese.

## Biografia
Specialista delle prove veloci attivo dal novembre del 2019, Hansson ha esordito in Coppa Europa il 15 febbraio 2022 a Oppdal in supergigante (55º); non ha debuttato in Coppa del Mondo e non preso parte a rassegne olimpiche o iridate.

## Palmarès

### Campionati svedesi
- 2 medaglie:
  - 1 argento (supergigante nel 2023)
  - 1 bronzo (discesa libera nel 2025)